# Joseph McCarthy
Joseph Raymond McCarthy (n. 14 noiembrie 1908, Grand Chute⁠(d), Wisconsin, SUA – d. 2 mai 1957, Bethesda⁠(d), comitatul Montgomery, Maryland, SUA) a fost un politician american care a servit ca senator republican al statului Wisconsin din 1947 până la moartea sa în 1957. McCarthy a devenit celebru ca inițiator al campaniei din anii 1950 de combatere a infiltrării vieții publice americane și a instituțiilor americane de către comunism. Această atitudine, cunoscută sub numele de McCarthism, este cunoscută drept cea de-a doua „panică roșie” din istoria Statelor Unite ale Americii.